# Гладышев, Вадим Викторович
Вадим Викторович Гладышев (род. 10 декабря 1976) — российский футболист, выступавший на позиции нападающего и полузащитника. Сыграл три матча в высшей лиге России.

## Биография
Родился 10 декабря 1976 года.
На взрослом уровне начал выступать в 18-летнем возрасте в дубле тольяттинской «Лады». В основном составе команды дебютировал 17 августа 1996 года в матче высшей лиги против нижегородского «Локомотива», выйдя на замену на 65-й минуте вместо Максима Бузникина. Всего в высшей лиге сыграл три матча, во всех выходил на замену во втором тайме. В первой половине следующего сезона сыграл 15 матчей в составе «Лады» в первой лиге.
Летом 1997 года перешёл в ульяновскую «Волгу», за которую выступал полтора сезона. В дальнейшем играл за другие команды второго дивизиона — «Нефтяник» (Похвистнево), «КАМАЗ-Чаллы» и «Динамо-Машиностроитель» (Киров). Завершил профессиональную карьеру в возрасте 27 лет, затем в течение нескольких сезонов играл на любительском уровне за тольяттинский «СКП», становился призёром чемпионата Самарской области. Также выступал за любительскую команду «Локомотив» (Тольятти).
В составе команды ветеранов «Лады» становился чемпионом России среди ветеранов 2013 года.
Окончил Тольяттинский государственный университет (2002—2007), тренер-преподаватель. Работал детским тренером в академии имени Коноплёва (2008—2016), тренировал команду 2004 года рождения. Затем — администратор в «Акроне».
Сын Ярослав также футболист.